# دوري كرة القدم السلوفيني الدرجة الثالثة 2011–12
دوري كرة القدم السلوفيني الدرجة الثالثة 2011–12 هو موسم من دوري كرة القدم السلوفيني الدرجة الثالثة ‏فاز به نادي NK Zavrč.